# Fomento mercantil
O fomento mercantil, também chamado de fomento comercial ou factoring, é uma operação financeira pela qual uma empresa vende seus direitos creditórios - que seriam pagos a prazo - através de títulos a um terceiro, que compra estes à vista, mas com um desconto. É instituto do  direito mercantil que tem por objetivo a prestação de serviços e o fornecimento de recursos para viabilizar a cadeia produtiva, de empresas mercantis ou prestadoras de serviços, notadamente pequenas e médias empresas. A operação é pactuada em contrato onde são partes a sociedade de fomento mercantil e a empresa-cliente.
O fomento mercantil consiste na prestação contínua, por sociedade de fomento mercantil, de um ou mais dos seguintes serviços a sociedades ou firmas que tenham por objetivo o exercício das atividades mercantis ou de prestação de serviços, bem como a pessoas que exerçam atividade econômica em nome próprio e de forma organizada:  
1. acompanhamento  do processo produtivo ou mercadológico;
2. acompanhamento de contas a receber e a pagar;
3. seleção e avaliação de clientes, devedores ou fornecedores.

O contrato de fomento mercantil poderá prever, conjugadamente com a prestação de serviços, a compra, à vista, total ou parcial, pela sociedade de fomento mercantil, de direitos creditórios, no mercado nacional ou internacional.
Por direitos creditórios, entendem-se os direitos e títulos representativos de crédito, originários de operações realizadas nos segmentos comercial, agronegócio, industrial, imobiliário, de prestação de serviços e warrants; contratos mercantis de compra e venda de produtos, mercadorias e/ou serviços para entrega ou prestação futura, bem como títulos ou certificados representativos desses contratos.
Popularmente as empresas de factoring compram títulos, duplicatas, cheques, oriundos de vendas mercantis e/ou prestação de serviços, pagando à vista ao emitente, normalmente cliente da factoring, e aguardará o vencimento de tais títulos para cobrá-los do sacado, podendo ou não assumir o risco na compra do título. A jurisprudência atualmente demonstra que o emitente é responsável solidário com o sacado (aquele que deve ser cobrado), sendo assim caso o sacado não venha a pagar o título o sacador poderá, desde que pontuado, honrar os títulos vendidos bem como as despesas de cobrança. Através de contrato cada empresa de factoring possui um modo de operar, cabendo ao cliente ler o contrato e saber bem ao que está se comprometendo ao assinar um contrato.

## História
De origem na antiguidade greco-romana, quando comerciantes incumbiam a agentes, localizados em pontos diversos, a guarda e venda de coisas suas, se difundiu pela Idade Média, sobretudo na região do Mediterrâneo. O modo de comercial ganhou um novo fólego, na era dos Descobrimentos, se operando especialmente no ramo têxtil. Com o passar do tempo, a faturização declinou na Europa, expandindo-se nos Estados Unidos da América. Neste processo, o fomento mercanti sofreu uma evolução: de um mero contrato de comissão para um contrato de cessão de crédito, mediante remuneração, onde o antigo comissarista passa a cobrar diretamente do devedor.
Esse novo modelo de factoring, que predomina hoje, foi reintroduzido na Europa na década de 1960. É esse mesmo modelo que, tardiamente, veio ao Brasil em 1982.

## O fomento mercantil no Brasil
O factoring surgiu no Brasil no dia 11 de fevereiro de 1982, com a fundação da ANFAC, no Rio de Janeiro.
A ANFAC, como entidade precursora, vem atuando ao longo destes anos, na construção de um marco regulatório com base nas experiências hauridas no mercado, destinado a manter a estabilidade institucional e a segurança jurídico-operacional com todas as medidas cabíveis para evitar conflitos de interesses e garantir o nível de profissionalismo da atividade.
O maior desafio das empresas de faturização no Brasil foi a edição da Circular nº 703 do Banco Central, de 16 de junho de 1982, que considerou a atividade de fomento mercantil bancária. Desta forma, o factoring tornou-se proibido. De 1982 a 1988, a ANFAC lutou para revogar a medida, e em 1986, o Tribunal Federal de Recursos encerrou o processo em se discutia a legalidade da Circular nº 703 do Banco Central, sem resulto.
Apenas em 30 de setembro, com a Circular nº 1359, a Circular nº 703 foi revogada, permitindo a faturização, enfatizando, porém, que a atividade de factoring não podia ser confundida com atividade de instituição financeira definida na Lei nº 4595/64 nem a ela se assimilar.
Uma alternativa ao fomento mercantil são as empresas comprarem os títulos dos próprios fornecedores mediante desconto. Em uma operação semelhante ao risco sacado com ou sem uso de recursos de terceiro.

## O fomento mercantil em Portugal
Esta actividade está regulada por lei, e pode para além da cessão de créditos "acções complementares de colaboração entre as Sociedades de Factoring e os seus clientes (aderentes), designadamente de estudo dos riscos de crédito e de apoio jurídico, comercial e contabilístico, à boa gestão dos créditos transaccionados"

### Factoringe as empresas portuguesas
As empresas que recorrem ao factoring , fazem-no por variadas razões, entre as quais, se destacam as seguintes:
- Uma melhor planificação da tesouraria; 
- Transformar custos administrativos, de recursos humanos e comunicações, de natureza fixa para variável;
- Rapidez de obtenção de liquidez;
- Aumento da capacidade de financiamento e melhoria dos rácios financeiros;
- Diminuição dos riscos de crédito;
- Gestão de créditos mais simples;
- Focalização da equipa comercial, no objectivo de vendas (não têm de se preocuparem com os recebimentos).